# Le Courrier (France)
 (mars 2020).
Si vous disposez d'ouvrages ou d'articles de référence ou si vous connaissez des sites web de qualité traitant du thème abordé ici, merci de compléter l'article en donnant les références utiles à sa vérifiabilité et en les liant à la section « Notes et références ».
Pour les articles homonymes, voir Le Courrier et Le Courrier (homonymie).
Le Courrier est un journal publié en France entre 1819 et 1851. Son nom a été modifié au fil des années (Le Courrier, Le Courrier français).
De nombreux numéros de ce journal sont disponibles sur Gallica.

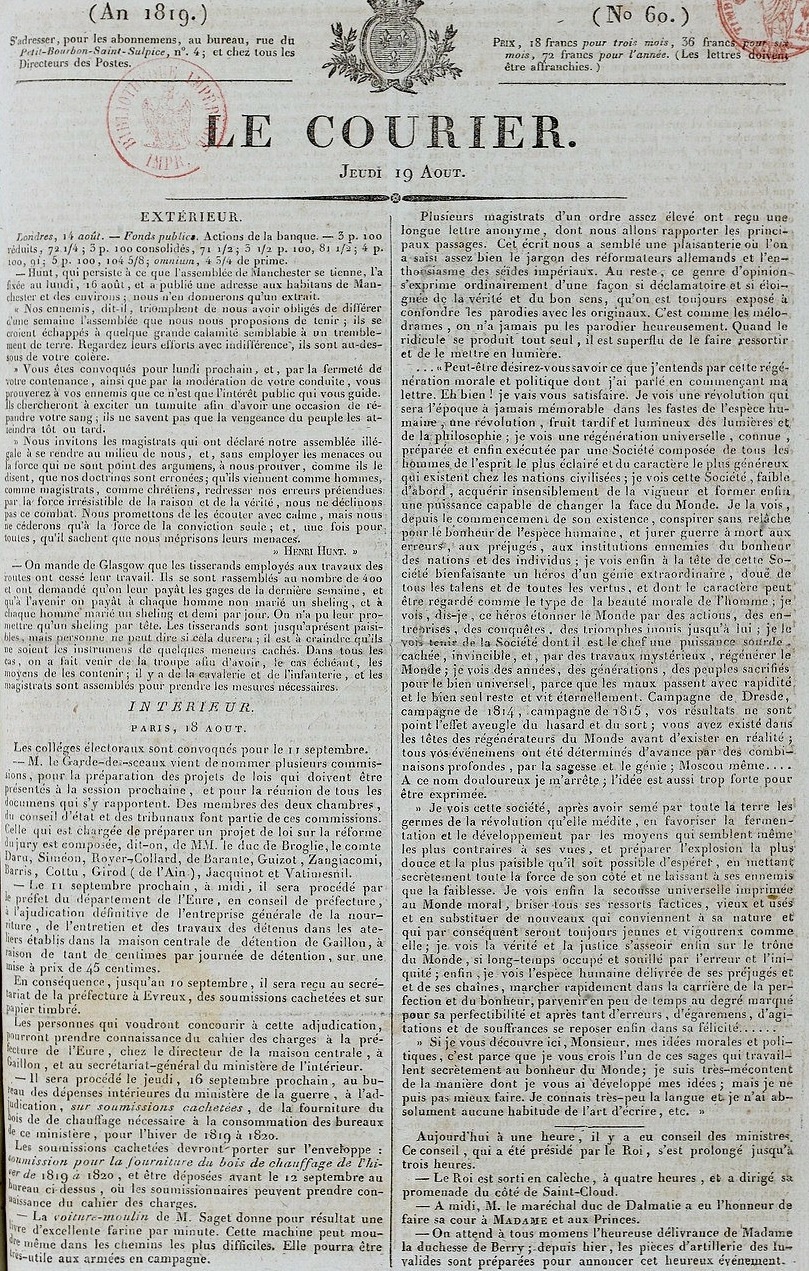
Première page du Courrier, n° 60 du 19 août 1819.
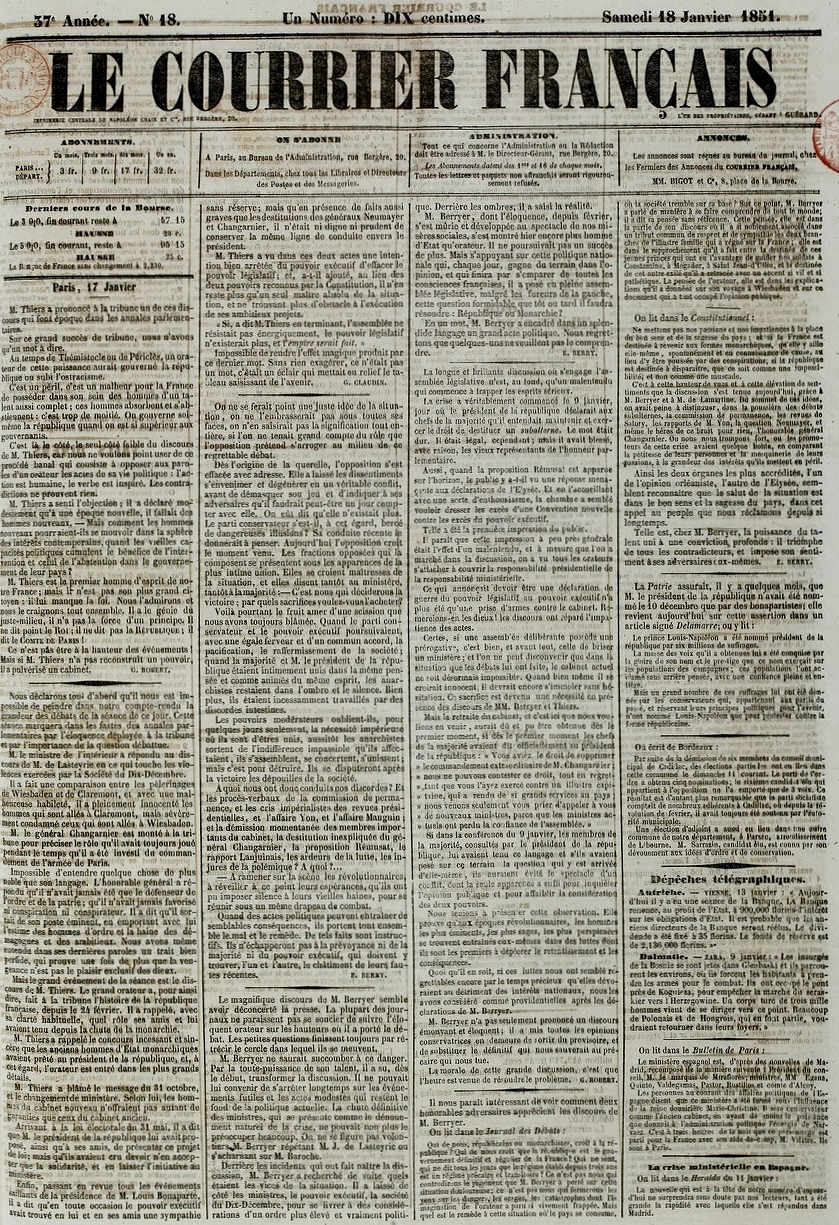
Première page du Courrier français du 18 janvier 1851.